# Myospila dolosa
Myospila dolosa este o specie de muște din genul Myospila, familia Muscidae. A fost descrisă pentru prima dată de Stein în anul 1909. Conform Catalogue of Life specia Myospila dolosa nu are subspecii cunoscute.